# Ted Stevens Anchorage International Airport

i7
i11
i13

Flughafendiagramm (veraltet)

Der Ted Stevens Anchorage International Airport (IATA-Code: ANC, ICAO-Code: PANC) ist seit 1951 der internationale Verkehrsflughafen von Anchorage (Alaska, USA). Der Flughafen mit einer Fläche von 18 km² verfügt über drei Asphaltpisten und zwei Passagierterminals, das südliche ist für nationale, das nördliche für internationale Flüge vorgesehen. Anchorage ist Drehkreuz für Alaska Airlines und zählt kontinuierlich zu den größten Frachtflughäfen der Welt.

## Geschichte
Der Kongress billigte 1948 den Bau eines internationalen Flughafens mit zwei Start- und Landebahnen. Der offizielle Betrieb startete im Dezember 1951.
Im Jahr 1957 startete der internationale Verkehr, als SAS damit begann, mit einer Douglas DC-7C die Polarroute von Kopenhagen via Anchorage nach Tokio zu bedienen, wobei sich der Flughafen in den 1960er Jahren als Luftkreuz vor allem für den Frachtverkehr nach Europa und Asien etablierte.
Der Flughafen wurde in den 1960er bis 1980er Jahren für Flüge nach Ostasien verwendet, als amerikanischen und westeuropäischen Fluggesellschaften das Überfliegen der Sowjetunion nur eingeschränkt erlaubt war, sowie zum Auftanken, da die Reichweite der Flugzeuge technisch bedingt geringer war als heute.
Nach den 1990er Jahren ging der internationale Luftverkehr durch die Öffnung der Strecken über Russland sowie die Einführung neuer Langstreckenflugzeuge mit größerer Reichweite stark zurück.
Heute ist der Stopp nur noch für einige Frachtfluggesellschaften üblich. Der United States Postal Service betreibt am Flughafen ein großes Verteilzentrum (sectional center facility) für die Postleitzahlen 995xx. Somit wird sämtliche Luftpost für und aus Alaska hier abgewickelt.
Im Jahr 2024 fanden in Anchorage 262.600 Flugbewegungen statt.

## Heutige Situation
Von Anchorage aus werden hauptsächlich Frachtflüge innerhalb der USA und nach Kanada sowie nach China, Hong Kong, Japan und Südkorea durchgeführt. Zeitweise flog UPS mehrmals wöchentlich von hier aus auch zum Flughafen Köln/Bonn, wo das Unternehmen sein europäisches Drehkreuz betreibt. Daneben bestehen regelmäßige Flugverbindungen mit Passagiermaschinen zu einzelnen größtenteils nationalen Zielen, die saisonal auch um internationale Ziele ergänzt werden.
Insbesondere UPS hat im Jahr 2019 angekündigt, sein Luftfrachtzentrum massiv auszubauen und zusätzliche zwölf Hektar Fläche anzumieten, um der steigenden Nachfrage gerecht zu werden. Auf der zusätzlichen Fläche sollen neben neuen Lagerhallen auch Wartungseinrichtungen für die eigenen Boeing 747-8F errichtet werden. Auch FedEx hat 2019 Bestrebungen angekündigt, ein neues Umverteilungszentrum für Inlandssendungen zu errichten.
Am 24. Februar 2022 begannen russische Streitkräfte auf Befehl des russischen Präsidenten Putin den Überfall auf die Ukraine.
Westliche Länder und Institutionen verhängten Sanktionen; über 34 Länder haben ihren Luftraum für russische Flugzeuge gesperrt.
Für Frachtverbindungen zwischen Europa und Fernost gilt der Weg über die nördliche Polarregion, mit einem Zwischenstopp in Anchorage, als mögliche Alternative.

## Verkehrszahlen

### Verkehrsreichste Strecken
| Rang | Stadt                             | Passagiere | Fluggesellschaft           |
| ---- | --------------------------------- | ---------- | -------------------------- |
| 1    | Seattle/Tacoma, Washington        | 1.020.000  | Alaska, Delta              |
| 2    | Fairbanks, Alaska                 | 186.000    | Alaska                     |
| 3    | Minneapolis/Saint Paul, Minnesota | 125.000    | Alaska, Delta, Sun Country |
| 4    | Chicago–O’Hare, Illinois          | 107.00     | Alaska, American, United   |
| 5    | Portland, Oregon                  | 86.000     | Alaska                     |
| 6    | Juneau, Alaska                    | 84.000     | Alaska                     |
| 6    | Bethel, Alaska                    | 82.000     | Alaska                     |
| 6    | Denver, Colorado                  | 79.000     | Alaska, United             |
| 7    | Kodiak, Alaska                    | 78.000     | Alaska                     |
| 10   | Kenai, Alaska                     | 70.000     | Grant Aviation             |

### Marktanteile Fluggesellschaften
| Rang | Airline           | Passagiere | Marktanteil |
| ---- | ----------------- | ---------- | ----------- |
| 1    | Alaska Airlines   | 3.291.00   | 62,77 %     |
| 2    | Delta Air Lines   | 689.000    | 13,14 %     |
| 3    | Horizon Air       | 458.000    | 8,72 %      |
| 4    | United Airlines   | 329.000    | 6,28 %      |
| 5    | American Airlines | 169.000    | 3,22 %      |
| 6    | Andere            | 307.000    | 5,86 %      |

## Verschiedenes
- Der Flughafen wurde im Jahr 2000 nach dem Senator Ted Stevens (1932–2010) benannt, zuvor hieß er einfach Anchorage International Airport. Leiter (Airport Director) ist Morton V. Plumb, Jr.

- Für die Flughafensicherheit ist das Anchorage Intl' Airport Police and Fire Department zuständig.[7]

- Im gesamten Flughafenbereich wird den Passagieren ein kostenloser Internetzugang via WLAN angeboten.

## Zwischenfälle
- Am 21. Oktober 1945 stürzte eine Douglas DC-3/C-47B-5-DK der United States Army Air Forces (USAAF) (Luftfahrzeugkennzeichen 43-48893) 3,2 Kilometer östlich des Flughafens Anchorage aufgrund eines Triebwerksausfalls ab. Alle 19 Insassen kamen ums Leben.[8]

- Am 1. Mai 1969 brach an einer Canadair CL-44D4-2 der US-amerikanischen Mobil Oil (N446T) bei der Landung auf dem Flughafen Anchorage das rechte Fahrwerksbalken-Drehgestell. Die rechte Tragfläche und die Triebwerke Nr. 3 und 4 schlugen auf der Landebahn auf. Die Maschine schleuderte nach rechts ins Gras, wobei die rechte Tragfläche abriss. Die Maschine geriet in Brand. Alle vier Insassen, drei Besatzungsmitglieder und ein Passagier, die einzigen Insassen auf dem Frachtflug,  überlebten den Unfall.[9]

- Am 27. November 1970 hob eine mit Soldaten besetzte Douglas DC-8-63 der Capitol International Airways (N4909C) auf dem Weg nach Cam Ranh Bay in den Vietnamkrieg beim Start in Anchorage aufgrund eines ungeklärten Fehlers im Bremssystem mit blockierten Bremsen nicht ab und schoss über das Ende der Landebahn hinaus. Das Problem wurde zu spät von den Piloten bemerkt. Von den 229 Insassen starben 47, 182 überlebten (siehe auch Capitol-International-Airways-Flug C2C3/26).[10]

- Am 3. Februar 1975 mussten nach der Landung einer Boeing 747 der Japan Air Lines (JAL) auf dem Flughafen Kopenhagen 197 Menschen wegen schwerer Lebensmittelvergiftungen behandelt werden, davon 144 stationär. Ein Koch der JAL am Flughafen Anchorage hatte Schinkenomelettes durch Infektionen an seinen Fingern mit Staphylokokken verunreinigt. Die Lagerungsmethoden der Lebensmittel am Flughafen Anchorage und bis zum Servieren hatten die Vermehrung der Bakterien begünstigt. Die Piloten hatten nichts von dieser Mahlzeit gegessen. Nach den Zwischenfällen beging der Catering-Manager von JAL in Anchorage Suizid. Die Federal Aviation Administration änderte ihre Bestimmungen, so dass zwei Piloten desselben Fluges Mahlzeiten essen sollten, die durch zwei Köche zubereitet wurden (siehe auch Lebensmittelvergiftungen bei der Japan Air Lines)

- Am 13. Januar 1977 kam es bei einer Douglas DC-8-62AF-Frachtmaschine der Japan Air Lines (JA8054) kurz nach dem Start vom Ted Stevens Anchorage International Airport zu einem Strömungsabriss; sie stürzte zu Boden. Alle fünf Besatzungsmitglieder der Maschine starben, einschließlich des stark betrunkenen US-amerikanischen Kapitäns (siehe auch Japan-Air-Lines-Flug 1045).[11]